# Ettore Caffaratti
Ettore Caffaratti, né le 12 mai 1886 à Milan et mort le 9 janvier 1969 dans la même ville, est un cavalier italien de concours complet et de saut d'obstacles.

## Carrière
Ettore Caffaratti participe aux Jeux olympiques d'été de 1920 à Anvers. Il remporte avec le cheval Caniche la médaille de bronze en concours complet individuel et la médaille d'argent en concours complet par équipe, et avec le cheval Tradittore, il remporte la médaille d'argent en saut d'obstacles par équipes.